# Joeljan Radoelski

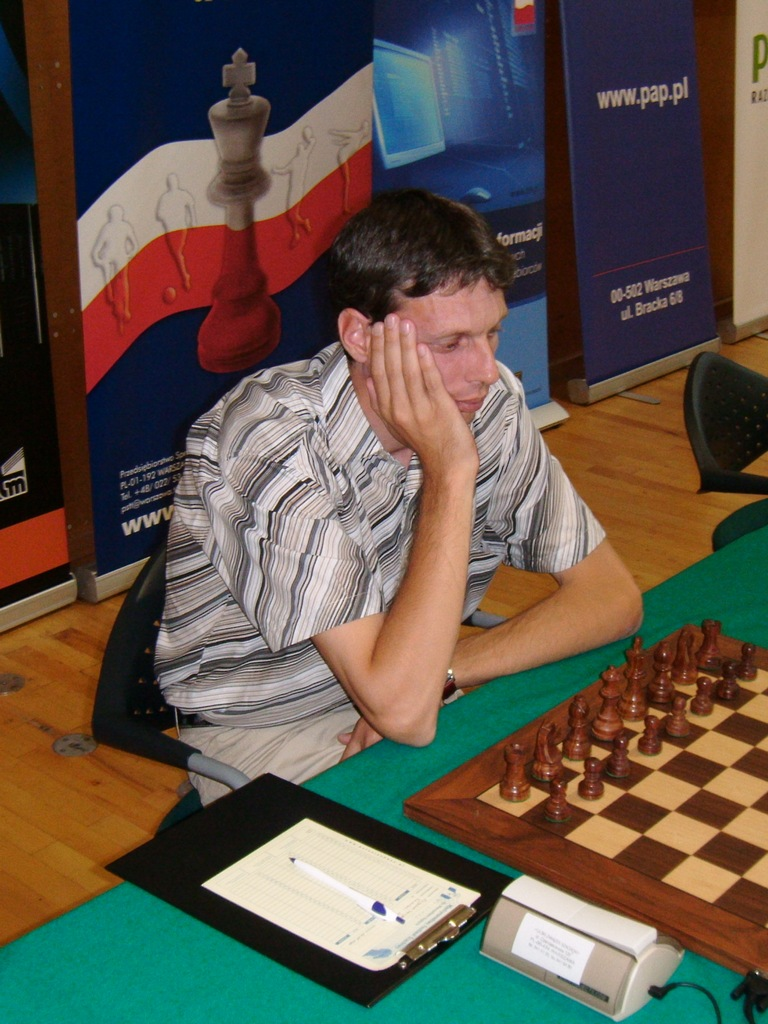
Julian Radulski, 2010

Julian Radulski (Bulgaars: Юлиян Радулски) (Plovdiv, 24 mei 1972 – 16 februari 2013) was een Bulgaarse schaker. Zijn hoogste FIDE-rating was 2606. Hij was, sinds 2004, een grootmeester (GM). In 2012 werd hij ziek en in 2013 overleed hij op 40-jarige leeftijd.

## Belangrijkste resultaten
- In het Ivan Zanic Memorial toernooi in 2001, gehouden in Stara Pazova, werd hij tweede (9 pt. uit 11) na Veljko Jeremic (9 pt. uit 11).[2]
- In 2002 werd hij ex aequo met Robert Kempiński en Ivan Tsjeparinov tweede met 7.5 pt. uit 10 na winnaar Zhang Pengxiang (8 pt. uit 10).
- In 2004 nam hij met het Bulgaarse team deel aan de 36e Schaakolympiade; het team eindigde als negende.
- Van 23 mei t/m 3 juni 2005 speelde hij mee in het toernooi om het 69e kampioenschap van Bulgarije in Pleven en eindigde met 6,5 punt uit 13 ronden op de zevende plaats; het toernooi werd met 9.5 punt gewonnen door Ivan Tsjeparinov.
- Het categorie 8 toernooi van Brno Skanska dat eveneens in 2005 werd gehouden, won hij samen met Tomas Polak (6 pt. uit 9), net als het toernooi om Olomouc Proclient Cup, dat later die zomer werd gehouden (gedeeld eerste met Konstantin Maslak, beiden 7,5 pt. uit 11).
- In 2007 werd hij tweede in de A-groep van het Hypercube snelschaaktoernooi.[3]
- In 2010 won hij de Open Ciudad de Ferrol[4] en de Miguel Naidorf Memorial[5].
- In 2011 won hij het Bulgaarse Kampioenschap en in 2012 eindigde Radoelski als zesde bij het NK.

Hij speelde voor de volgende clubs: Lokomotiv 2000 Plovdiv (Bulgarije), Heliopolis (Griekenland), ASD Scacchi Latina (Italië), Sloga Kraljevo (Servië) en SV Turm Bergheim (Duitsland).

## Externe koppelingen
- (en)   Informatie over schaakpartijen van Joeljan Radoelski op ChessGames.com
- (en)   Informatie over schaakpartijen van Joeljan Radoelski op 365chess.com